# بژژا
بژژا (به لهستانی:  Brzezia) یک روستا در لهستان است که در گمینا ساننگکی واقع شده‌است.